# Ангольский каменный дрозд
Ангольский каменный дрозд (лат. Monticola angolensis) — вид птиц из семейства мухоловковых (Muscicapidae).

## Описание
Длина ангольского каменного дрозда в среднем составляет 18 см, а масса 44 грамма. У самца голова, спина и крылья серые с синим оттенком и с тёмными пестринками. Брюшная сторона тела сверху ярко-оранжевая, ближе к низу становится бледней. Подхвостье беловатого цвета. У самок есть своеобразные белые усы.

## Ареал
Распространён в Анголе, Ботсване, Бурунди, Демократической Республике Конго, Малави, Мозамбике, Руанде, Танзании, Замбии и Зимбабве. Населяет сухие саванны, субтропические и тропические леса.

## Образ жизни
Ангольский каменный дрозд питается различными членистоногими: термитами, муравьями, жуками и их личинками, пауками и многими другими. Пищу добывает в основном на земле.
Гнезда делают из крупной, грубой травы, листовых черешков миомбо (Brachystegia) и прочих растительных волокон, с чашеобразной полостью внутри, которая выстлана травой и корешками. Располагают их обычно в дуплах деревьев, на высоте менее двух метров над землёй.
Сезон яйцекладки проходит в основном с августа по декабрь. В кладке в среднем 3—4 яйца, которые насиживаются самкой и самцом около 13—15 дней. После вылупления за птенцами ухаживают оба родителя. Птенцы покидают гнездо спустя 16—20 дней.

## Подвиды
В составе вида выделяют два подвида:
- Monticola angolensis angolensis Sousa, 1888
- Monticola angolensis hylophilus Clancey, 1965